# Kanselier van de Orde van de Nederlandse Leeuw
De wet op de Militaire Willems-Orde en de Wet op de Orde van de Nederlandse Leeuw voorzagen in 1815 beiden in een bezoldigde Kanselier. De eerste, en enige, kanselier was Jhr. Willem Frederik Röell. Door bezuinigingen na het verlies van de Zuidelijke Nederlanden gingen deze betaalde functies verloren. De ooit zwaar betaalde post, het was een Hoog College van Staat, werd een erefunctie. De twee functies en de kanselarijen werden respectievelijk in 1835 en 1844 samengevoegd.
Koning Willem III der Nederlanden gelaste in 1849 dat leger en marine elkaar moesten afwisselen bij het vervullen van de "hooge waardigheid van Kanselier der Nederlandse Orden". In 1893 werd in de Wet op de Orde van Oranje-Nassau vastgelegd dat deze orde een kanselier zou delen met de Orde van de Nederlandse Leeuw.Aan de wet die twee kanseliers voorschreef werd geen aandacht besteed.In 1906 werden de functies tijdelijk gescheiden.
De post werd tot 1998 vrijwel steeds bezet door hoofdofficieren of vlagofficieren die Ridders in de Militaire Willems-Orde zijn. Nu aan de kanselier op zijn vijfenzeventigste verjaardag functioneel leeftijdsontslag moet worden verleend zijn er geen leden van de Militaire Willems-Orde meer te vinden voor deze functie.

## De kanseliers
- Willem Frederik Röell, Eerste Kanselier van de Orde van de Nederlandse Leeuw 1817-1835
- Hendrik Merkus de Kock, Kanselier van de Orde van de Nederlandse Leeuw 1838-1841
- Willem Anne baron Schimmelpenninck van der Oye, Kanselier van de Militaire Willems-Orde en de Orde van de Nederlandse Leeuw 1846 -1849
- Engelbertus Lucas, Kanselier der Nederlandse Orden 1849-1870
- H.F.C. Duycker, Kanselier der Nederlandse Orden 1870-1879
- F.A.A. Gregory, Kanselier der Nederlandse Orden 1879-1891
- H.G.Boumeester, Kanselier der Nederlandse Orden 1891-1894
- François de Casembroot, Kanselier der Nederlandse Orden 1894-1895
- Gustave Verspyck,  Kanselier der Nederlandse Orden 1895-1906
- J.H.L.F. von Franck, Kanselier van de Orde van de Nederlandse Leeuw en de Orde van Oranje-Nassau 1907-1918
- W. Boetje, Kanselier van de Nederlandse Ridderorden 1918 - 1927
- L. van den Bosch, Kanselier van de Nederlandse Ridderorden 1927 - ?
- Sipko Drijber, Kanselier van de Nederlandse Ridderorden ?-1939
- François van Geen, Kanselier van de Nederlandse Ridderorden 1939 - 3 mei 1944
- G.C.E. Köffler, ad interim Kanselier in bezet Nederland.
- Adrianus van den Bent, Kanselier van de Nederlandse Ridderorde van januari 1946 tot oktober 1946. Hij was geen Ridder in de Militaire Willems-Orde en kon zich als Kanselier niet handhaven.
- Henri Koot, Kanselier van de Nederlandse Ridderorden 1946 - 1958
- Hije Schaper, Kanselier van de Nederlandse Ridderorden 1959 - 1981
- Cornelis Knulst, Kanselier van de Nederlandse Ridderorden 1981-1990
- Willem Epke, Kanselier van de Nederlandse Ridderorden 1990-1998, De laatste Ridder in de Militaire Willems-Orde op deze post.
- R. Spiekerman van Weezelenburg, Kanselier van de Nederlandse Ridderorden 1998-2002
- J.H. de Kleyn, 2002-2015 Kanselier van de Nederlandse Ridderorden
- Henk Morsink, 2015-heden Kanselier van de Nederlandse Ridderorden